# Pierre Daubenton
Pour les articles homonymes, voir Daubenton.
Pierre Daubenton, né le 10 avril 1703 à Montbard où il est mort le 14 septembre 1776, est un avocat français, un des collaborateurs de l'Encyclopédie.

## Biographie
Pierre Daubenton est le fils de Jean Daubenton (1669-1714), conseiller du roi au grenier à sel de Montbard et notaire de l'abbaye de Fontenay ; c'est le frère aîné du naturaliste Louis Daubenton. Il suit la carrière du droit comme son père : avocat au Parlement de Dijon, lieutenant général de police et colonel des armes de la ville de Montbard, subdélégué de l'intendance de Dijon, maire de Montbard de 1756 à 1768 et de 1772 à sa mort. Il crée dans sa ville natale une pépinière.
Daubenton a collaboré à la Collection académique et à l’Encyclopédie de Diderot et d’Alembert avec 45 articles sur la culture des arbres et l'article « Lacet » qui décrit un métier local. Il est distingué de son frère Louis Daubenton, autre contributeur, par la mention « Daubenton, le subdélégué ». 
Il est membre de plusieurs sociétés savantes, notamment l'Académie des sciences, arts et belles-lettres de Dijon ; il est élu membre associé de l'Académie des sciences, belles-lettres et arts de Lyon en 1760.